# Echinops tjanschanicus
Echinops tjanschanicus là một loài thực vật có hoa trong họ Cúc. Loài này được Bobrov mô tả khoa học đầu tiên năm 1962.